# Plesiorycteropus
Plesiorycteropus (‘quasi-peu excavador’) és un dels mamífers més estranys i misteriosos coneguts. Se n'han descobert restes d'esquelet a Madagascar. Inicialment es pensà que era una espècie de porc formiguer que havia arribat a Madagascar fa milions d'anys. Ross MacPhee estudià tots els exemplars coneguts de Plesiorycteropus i descobrí que, tot i que presentava una sèrie de semblances amb els porcs formiguers, altres trets anatòmics semblaven relacionar-lo amb una varietat de grups diferents de mamífers, incloent-hi els ungulats i els insectívors. A causa d'aquesta incertesa quant a les relacions evolutives de Plesiorycteropus, el 1994 MacPhee publicà un document que classificava aquest animal en el seu propi ordre, totalment extint, de mamífers: Bibymalagasia. Tanmateix, avui en dia és classificat entre els afrosorícides.
Plesiorycteropus tenia la mida d'un gos petit i és possible que s'alimentés de tèrmits i formigues. Se n'han trobat restes a diferents regions de Madagascar, i desapareix del registre fòssil fa aproximadament un mil·lenni. En aquesta època, s'extingiren moltes espècies d'ocells, tortugues i mamífers grossos, possiblement a causa de l'activitat humana.